# Pseudogaurax silbergliedi
Pseudogaurax silbergliedi är en tvåvingeart som beskrevs av Curtis Williams Sabrosky 1991. Pseudogaurax silbergliedi ingår i släktet Pseudogaurax och familjen fritflugor.
Artens utbredningsområde är Panama. Inga underarter finns listade i Catalogue of Life.